# Мамбетов, Мырзабек
Мырзабе́к Мамбе́тов (кирг. Мырзабек Мамбетов; 17 августа 1929 год, село Бюлкюлдёк — 14 февраля 2005 год, село Бюлкюлдёк, Таласский район, Таласская область) — чабан совхоза «40 лет Октября» Таласского района Таласской области, Киргизская ССР. Герой Социалистического Труда (1976). Мастер социалистического животноводства Киргизской ССР (1977).

## Биография
Родился в 1929 году в крестьянской семье в селе Бюлкюлдёк.
С 1958 года трудился чабаном в совхозе имени «40 лет Октября» Таласского района.
В 1975 году, обслуживая отару численностью в 534 голов, вырастил в среднем по 156 ягнят от каждой сотни овцематок и настриг в среднем по 4 килограмма шерсти с каждой овцы. Указом Президиума Верховного Совета СССР от 10 марта 1976 года удостоен звания Героя Социалистического Труда с вручением ордена Ленина и золотой медали «Серп и Молот».
После выхода на пенсию проживал в родном селе, где скончался в 2005 году.